# Plagiotremus spilistius
Plagiotremus spilistius is een straalvinnige vissensoort uit de familie van naakte slijmvissen (Blenniidae). De wetenschappelijke naam van de soort is voor het eerst geldig gepubliceerd in 1865 door Gill.